# Peter Green
|  | Aquest article tracta sobre el guitarrista de Fleetwood Mac. Si cerqueu l'historiador, vegeu «Peter Green (historiador)». |

Peter Allen Greenbaum, més conegut com Peter Green   (Londres, 29 d'octubre de 1946 - Canvey Island, 25 de juliol de 2020), va ser un músic, compositor i productor anglès de blues rock i rock, conegut principalment per haver estat el guitarrista i successor d'Eric Clapton a John Mayall & the Bluesbreakers, i per ser el fundador de Fleetwood Mac.
Va iniciar la seva carrera professional l'any 1966 a la banda de Peter Bardens i a l'any següent va ingressar a l'agrupació de John Mayall, on va participar en els enregistraments d'A Hard Road. A mitjans del 1967 va decidir fundar el seu propi grup al què anomenà Fleetwood Mac, on actuà com a guitarrista, compositor i vocalista principal. Va formar part de la banda només tres anys, ja que el 1970 va decidir retirar-se, tot i que altres mitjans van informar que els altres membres del grup el van acomiadar pels seus problemes de salut mental. Després de la seva sortida de Fleetwood Mac, va iniciar la seva carrera solista amb el disc The End of the Game i va col·laborar fins al 1973 en diversos àlbums d'altres artistes. No obstant això, durant la segona meitat dels setanta va ser diagnosticat esquizofrènia, fet que el va obligar a retirar-se de la música i passar gran part del seu temps en hospitals psiquiàtrics.
El 1979 va reprendre la seva carrera solista i durant els primers anys de la dècada de 1980 va publicar cinc àlbums d'estudi. No obstant això, el 1984 es va allunyar novament de la música per viure com ermità. El 1991, després que la seva família intervingués en la seva peculiar forma de vida, va formar Peter Green Splinter Group, el qual en els seus gairebé deu anys d'existència llançà set àlbums d'estudi i un en directe, fins que al 2004 li va posar fi de forma sobtada. Des de llavors va fer algunes presentacions esporàdiques, sent en 2010 l'última aparició pública com a músic.
Peter Green és considerat com una de les figures més importants del blues britànic i un dels guitarristes més creatius i originals d'Anglaterra. L'any 2011 va ser inclòs en el lloc 58 de la llista dels 100 guitarristes més grans de tots els temps segons Rolling Stone.